# Thorildsplan (metropolitana di Stoccolma)
Thorildsplan è una stazione della metropolitana di Stoccolma.
È localizzata sull'isola di Kungsholmen, nel quartiere di Kristineberg. Sul percorso della linea verde della rete metroviaria locale, è invece posizionata tra le fermate Kristineberg e Fridhemsplan.
L'apertura ufficiale avvenne il 26 ottobre 1952, quando ci fu l'inaugurazione del tratto da Hötorget fino a Vällingby.
Le piattaforme e i binari sono in superficie, accessibili dall'ingresso ubicato sotto al viale Drottningholmsvägen. Progettata dall'architetto Peter Celsing, la stazione è decorata con contributi artistici degli artisti visivi Lars Arrhenius e Huck Hultgren.
Durante un normale giorno feriale, la fermata è utilizzata in media da circa 7.700 persone.

## Tempi di percorrenza
| Linea | Capolinea       | Tempo  | Stazione                       | Tempo                |
| T17   | Åkeshov         | 11 min | T-Centralen Gamla stan Slussen | 11 min 13 min 14 min |
| T17   | Skarpnäck       | 31 min | T-Centralen Gamla stan Slussen | 11 min 13 min 14 min |
| T18   | Alvik           | 4 min  | T-Centralen Gamla stan Slussen | 11 min 13 min 14 min |
| T18   | Farsta strand   | 35 min | T-Centralen Gamla stan Slussen | 11 min 13 min 14 min |
| T19   | Hässelby strand | 23 min | T-Centralen Gamla stan Slussen | 11 min 13 min 14 min |
| T19   | Hagsätra        | 34 min | T-Centralen Gamla stan Slussen | 11 min 13 min 14 min |